# Стэдиум МК
«Стэдиум МК» (англ. Stadium mk, также известный как «Милтон Кинс Стэдиум»)— стадион в городе Милтон-Кинс. Был открыт в 2007 году английской королевой Елизаветой II. Это двухъярусный стадион, но сейчас используется только нижний ярус. «MK Stadium», также известный как «Denbigh Stadium», способен вместить 22 тысячи зрителей. Однако с использованием верхнего яруса стадиона, его вместимость может возрасти до 45 тысяч зрителей.
Свои домашние матчи здесь проводит футбольный клуб «Милтон Кинс Донз». Предполагалось, что стадион «Милтон Кинс» принимал бы матчи чемпионата мира по футболу 2018 года, если бы Англия выиграла это право. Также здесь иногда проходят матчи по регби. В частности, здесь пройдут 3 матча чемпионата мира по регби 2015.